# Kurt Nemitz
Kurt Nemitz (* 10. Juli 1925 in Berlin; † 16. Februar 2015 in Bremen) war ein deutscher Volkswirt, Bremer Senatsdirektor und Präsident der Bremer Landeszentralbank.

## Biografie

### Familie
Nemitz jüdischer Vater war der Reichstagsabgeordnete Julius Moses (SPD), der 1942 im KZ Theresienstadt ermordet wurde. Nemitz Großmutter Anna Nemitz (1873–1962, SPD) war eine der ersten weiblichen Reichstagsabgeordneten. Seine Mutter Elfriede Nemitz war ebenfalls als Sozialdemokratin aktiv. Moses und Elfriede Nemitz mussten sich 1935 nach dem Erlass der nationalsozialistischen Rassengesetze trennen.
Er war verheiratet mit der promovierten Volkswirtin Rosemarie Nemitz († 2016). Von 1970 bis 1978 war er bremischer Kreisvorsitzender der Arbeiterwohlfahrt (AWO).

### Ausbildung und Beruf
1945 war Nemitz Praktikant in einer Galvanofabrik, die von Berlin nach Geislingen an der Steige verlagert wurde; hier war er in der Nazi-Zeit untergetaucht. Kurz vor der Kapitulation der Wehrmacht wurde er Ende April 1945 durch den kommissarisch tätigen Oberbürgermeister Geislingens Ernst Reichle zum Chefredakteur der Geislinger Zeitung ernannt. Nemitz war zudem auch im Mai 1945 Stadtrat von Geislingen. Nur eine Ausgabe gelang es ihm herauszugeben, als die amerikanische Militärregierung mangels Zeitungslizenz stoppten. Danach konnte er aber bis 1946 dann noch 93 Ausgaben herausbringen, bevor er nach Berlin umsiedelte.
Nemitz studierte Volkswirtschaft, unter anderem an der Harvard School of Public Administration (heute Kennedy School of Government), und promovierte zum Dr. rer. pol. Er arbeitete danach u a. als Journalist. Er war Landespressechef unter Ministerpräsidenten Heinz Kühn für die SPD Nordrhein-Westfalen und engster Mitarbeiter des DGB-Chefs Ludwig Rosenberg.
Von 1964 bis 1976 war er als Senatsdirektor für die Freie Hansestadt Bremen als Stellvertretender Senator des Senators für Wirtschaft und Außenhandel in der Zeit der Senatoren Karl Eggers, Oskar Schulz, Karl-Heinz Jantzen und Dieter Tiedemann (alle SPD) tätig.
Von 1976 bis 1992 war er Präsident der Landeszentralbank Bremen und dadurch auch Mitglied im Zentralbankrat der Deutschen Bundesbank. Er war zudem als Honorarprofessor an der Hochschule Bremen tätig.

### Weitere Mitgliedschaften
- Nemitz war wie sein Vater Mitglied der SPD, geprägt durch die Erlebnisse in der Zeit des Nationalsozialismus, als sein Vater verschleppt und ermordet wurde.
- Seit den 1990er Jahren engagierte er sich für die Erforschung der deutsch-jüdischen Presse. Er initiierte an der Universität Bremen dafür die Einrichtung eines Ressorts im Deutschen Presseforschungsinstitut.
- Er war Mitglied des Vorstands von Gegen Vergessen – Für Demokratie.
- Er war Mitglied und von 1993 bis 2000 Vorstandsvorsitzender der Wilhelm-Wagenfeld-Stiftung.

### Ehrungen
- 1982: Bundesverdienstkreuz 1. Klasse
- 1985: Großes Bundesverdienstkreuz
- 1992: Großes Bundesverdienstkreuz mit Stern

## Werke

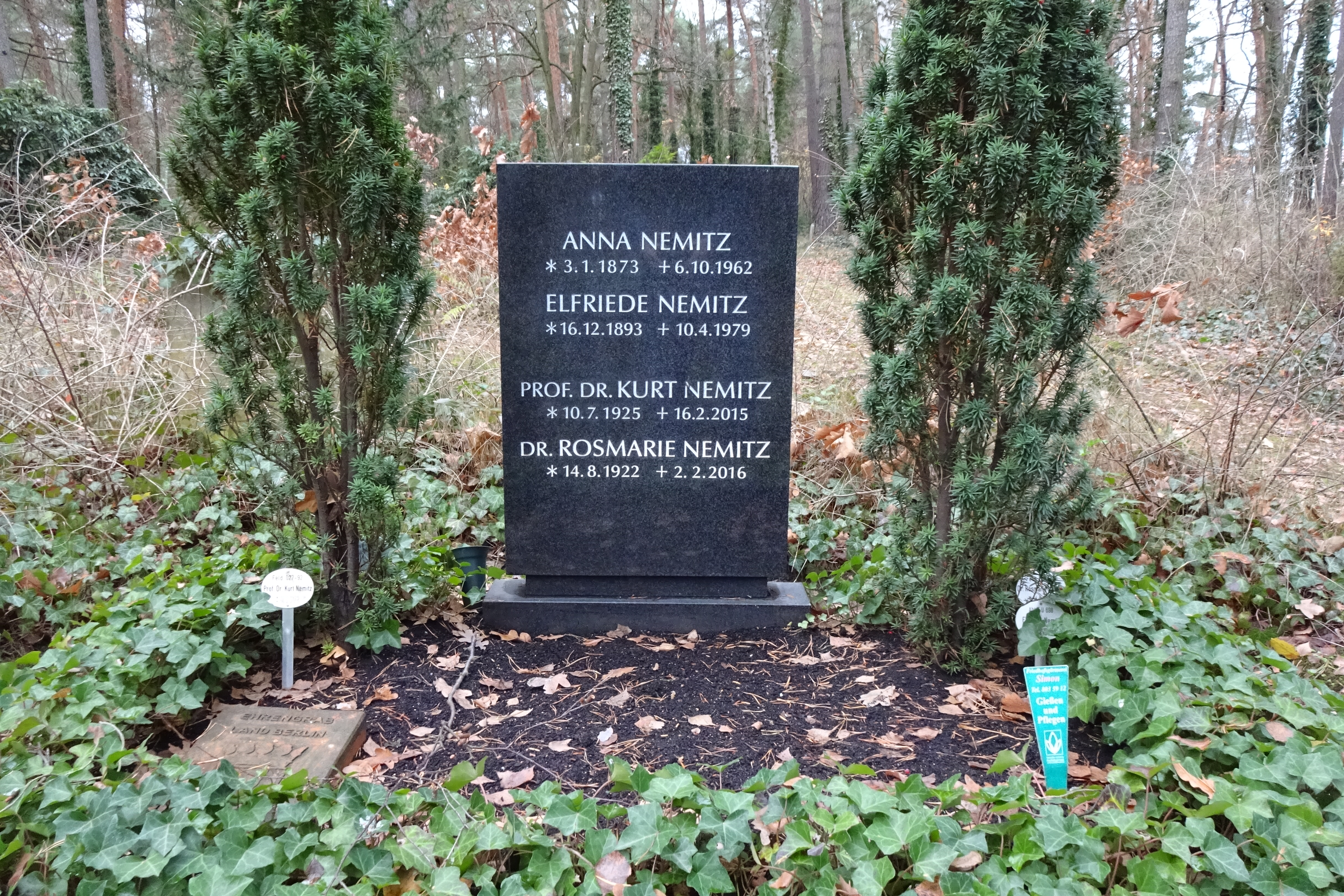
Grabstein für Anna Nemitz und Kurt Nemitz auf dem Waldfriedhof Zehlendorf

- Die wirtschafts-ordnungspolitische Konzeption der deutschen Sozialdemokratie. Bonn 1959
- Sozialistische Marktwirtschaft. Europäische Verlags-Anstalt, Frankfurt a. M. 1960.
- Gewerkschaft – Wirtschaft – Gesellschaft. 1963.
- Mitbestimmung und Wirtschaftspolitik. Bund-Verlag, Köln 1967.
- Julius Moses und die Gebärstreik-Debatte 1913. In: Jahrbuch des Instituts für Deutsche Geschichte. Herausgegeben und eingeleitet von Walter Grab. Band 2, 1973, Tel Aviv 1973, S. 321–335.
- Die Bemühungen zur Schaffung eines Reichsgesundheitsministeriums in der ersten Phase der Weimarer Republik 1918–1922. In: Medizinhistorisches Journal. Band 16, 1981, S. 424–445.
- Geldmengenziele im Gespräch. Universität Bremen, Bremen 1988
- Anna Nemitz. SPI, Berlin 1988, ISBN 3-924061-21-1.
- Das geistige Erbe sinnvoll wahren. Zur Erinnerung an den Arzt und Parlamentarier Dr. Julius Moses. Sonderdruck aus Medizin und Judentum. Vorträge auf der Gedächtnisveranstaltung in Dresden aus Anlass des Novemberpogroms 1938. Eigenverlag des Vereins für regionale Geschichte und Politik Dresden e. V. Sonderheft der Historischen Blätter. Dresden 1994.
- Marktwirtschaft in sozialer Verantwortung. Hannover 2000.
- Jüdische Parlamentarier in der Weimarer Republik. Heidelberg 2000.
- Die Schatten der Vergangenheit. Oldenburg 2000.
- Bundesratufer – Erinnerungen. BIs-Verlag, Oldenburg 2006.